# Solanum neorossii
Solanum neorossii är en potatisväxtart som beskrevs av John Gregory Hawkes och Jens Peter Knudsen Hjerting. Solanum neorossii ingår i släktet skattor som ingår i familjen potatisväxter. Inga underarter finns listade i Catalogue of Life.